# Gabriel González Videla
Gabriel González Videla (født 22. november 1898 i La Serena, død 22. august 1980 i Santiago de Chile) var en chilensk politiker, der var landets præsident fra 1946 til 1952, valgt for Partido Radical.
Videla tog eksamen i jura fra Universidad de Chile i 1922. Han var allerede i studieårene politisk aktiv, og blev i 1930 valgt til kongressen. Efter at have været Chiles ambassadør i hhv. Frankrig, Brasilien og Portugal 1939-1942, forsøgte han i 1942 at blive præsidentkandidat for en alliance af centrum-venstre-partier. Det lykkedes ikke, ligesom det heller ikke lykkedes at holde sammen på alliancen ved det næste præsidentvalg, der fandt sted i 1946. Han vandt valget takket være støtte fra Chiles Kommunistiske Parti, der også fik ministerposter i hans første regering. 
Hurtigt tvang den den kolde krig såvel som Chiles interne problemer imidlertid Videla til at samarbejde med højrefløjen i stedet. Kommunistpartiet og lignende partier blev i 1948 forbudt, ligesom relationerne til Sovjetunionen og Warszawapagt-landene blev brudt. I 1948 fik han kendskab til, at militæret havde planer om at gennemføre et kup imod ham og indsætte Carlos Ibáñez som præsident. Videla krævede omgående en undersøgelse af planerne, ligesom de hovedansvarlige blev fængslet. Ibáñez slap for tiltale. Videlas regering blev efterfølgende støttet af de konservative og de liberale, der bakkede op om hans antikommunistiske linje. 
Under Videlas embedsperiode steg befolkningstallet fra 5 mio. i 1940 til 6,35 mio. i 1952, ligesom produktionen i landet blev øget med næsten samme takt. Den sociale ulighed i landet blev imidlertid ikke reduceret. Ved valget i 1949 brast alliancen af partier bag præsidenten, da Partido Radical var utilfredse med den økonomiske politik. Da de offentligt ansatte i 1950 iværksatte en række protester, bakkede Partido Radical op om kravene, hvilket betød, at højrefløjspartierne trak sig ud af regeringen. González mistede således flertallet i kongressen og kunne selvsagt ikke gennemføre megen politik derefter. Det lykkedes ham dog at få gennemført betydelige forbedringer af kvinders rettigheder. 